# Stepan Roudanski
Stepan Rudansʹkyj, en ukrainien : Степан Васильович Руданський et en russe : Степан Васильевич Руданский, née le 25 décembre 1833  à Kalynivka et mort le 3 mai 1873, est un écrivain d'Ukraine.

## Biographie
Il a fait ses études à l'école théologique de Chargorod en 1841 puis, en 1849 au séminaire de Podolsk. Il entrait à l'Académie médico-chirurgicale impériale en 1855. Il ne servi pas comme militaire car la tuberculose lui avait été diagnostiqué. Il partait alors pour Yalta comme médecin de ville, chef d'hôpital et responsable de la quarantaine pour le port. 
En 1872 une épidémie de choléra se déclarait en ville pendant l'été, il décédait le 3 mai 1873 d'un affaiblissement général.
Il fut un auteur, traducteur et poète ukrainien. La plupart de ses poèmes dataient de la période 1851-61. Il laissait des manuscrits : La spivomoska de la couronne de Rudanski, Boire à la couronne de Rudanski et Spivomoska à la santé de Rudanski. Il a été publié dans le magazine Oznova. Il est l'auteur des paroles de la chanson Viens vent en Ukraine.

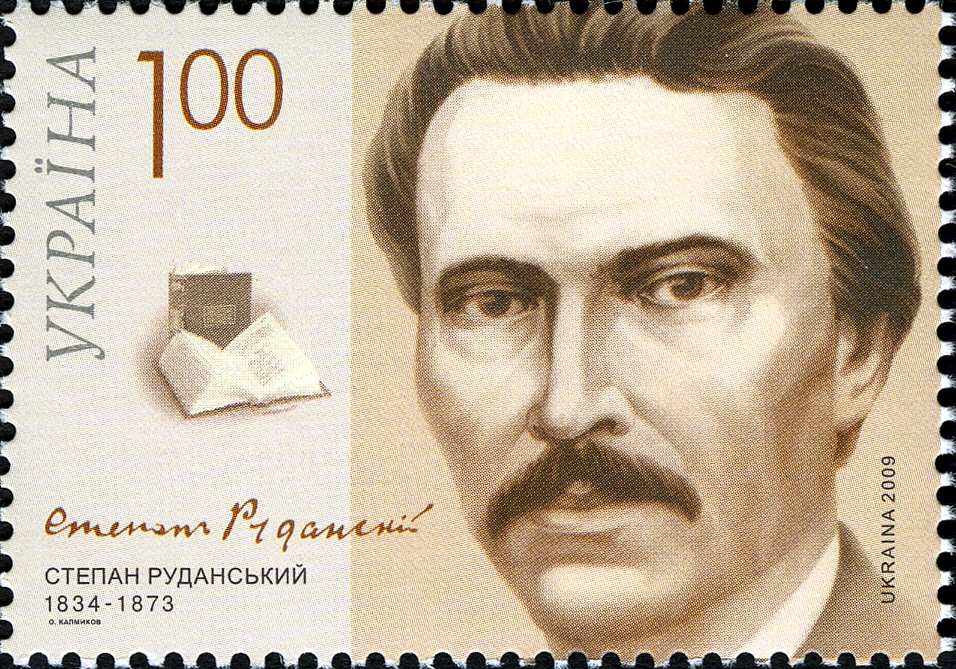
En 2009, un timbre à son effigie.

Il repose au cimetière de la colline Polikour à Yalta.